# Käsu Hans
Käsu Hans, névváltozat: Hans Kes (1665? – feltehetőleg Puhja, 1715 körül vagy 1734) észt költő.

## Élete
Életéről kevés adat maradt fenn. 1701-ben a Tartu melletti Puhjában volt sekrestyés. Minden bizonnyal észt származású volt, ő az első név szerint is ismert észt költő. Híres verse az Oh! ma waene Tardo Liin (Ó, szegény Tartu város), amelyben leírta Tartu régi virágzását és szépségét, s sajnálkozik azon, hogy a várost a nagy északi háború (1700-1721) alatt teljesen elpusztították. Hosszas ostrom után 1708. júniusában az I. Péter orosz cár által vezetett orosz csapatok elfoglalták a várost, majd 1708. július 12-én a cár parancsára a földdel egyenlővé tették.
A mű 32 versszakból áll, s három részre oszlik. Käsu Hans nem csupán leírta az eseményeket, hanem arra is intette a többi várost (különösen Tallinnt, Rigát és Pärnut, hogy óvakodjanak Isten büntetésétől. A versből kitűnik, hogy szerzője ismerte az észt és a livóniai történelmet, a korabeli egyházi irodalmat és az észt népköltészetet. Ez a legelső fennmaradt olyan észt nyelvű vers, amely történelmi eseményt mutat be. Barokk elemeket nem tartalmaz, jellegében sokkal inkább egy tudósítás a korabeli észt társadalmat megrázó eseményről. A munka eredetije elveszett, feltehetőleg népnyelvi formában hagyományozódott tovább. Összesen nyolc lejegyzett példánya ismeretes, ezek közül korban a legelső 1714-ből származik, leírója Johann Heinrich Grotjan, a tartui Szent János-templom lelkésze volt.

## Fordítás
- Ez a szócikk részben vagy egészben  a   Käsu Hans című német Wikipédia-szócikk ezen változatának fordításán alapul.  Az eredeti cikk szerkesztőit annak laptörténete sorolja fel. Ez a jelzés csupán a megfogalmazás eredetét és a szerzői jogokat jelzi, nem szolgál a cikkben szereplő információk forrásmegjelöléseként.